# Виноградов, Александр Константинович (государственный деятель)

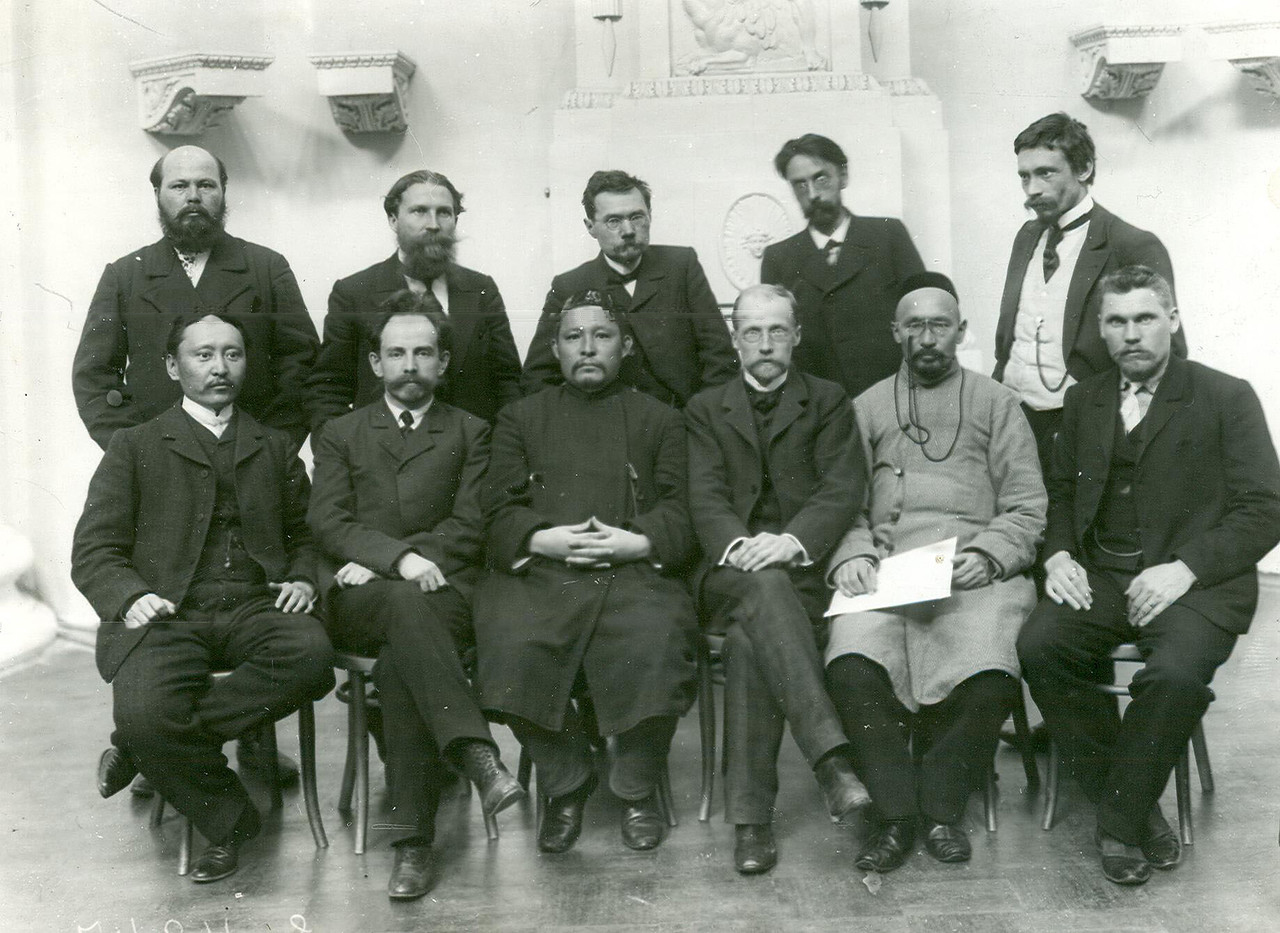
Сибирская парламентская группа II Думы, сидят: А.К. Беремжанов, А.К. Виноградов, Ш. Кощегулов, И.П. Лаптев, Т.Т. Нороконев, Т.В. Алексеев; стоят: Ф.И. Байдаков, И.Ф. Голованов, Н.Л. Скалозубов, Н.Я. Коншин, В.В. Колокольников, 1907 год.

Алекса́ндр Константи́нович Виногра́дов (13 [25] марта 1876, Бутырино, Тобольская губерния — 21 апреля 1938, Коммунарка) — член Государственной думы II созыва от Акмолинской области, врач. Личный дворянин.

## Биография
Александр Виноградов родился 13 (25) марта 1876 года в семье православного священника в селе Бутыринском Бутыринской волости Ишимского уезда Тобольской губернии Западно-Сибирского генерал-губернаторства, ныне село Бутырино входит в Частоозерский муниципальный округ Курганской области.
Учился в Ишимском духовном училище и Тобольской духовной семинарии. После окончания Тобольской духовной семинарии с аттестатом III разряда, поступил на медицинский факультет Императорского Томского университета. Будучи студентом, в 1900—1902 годах получал казенную стипендию Западной Сибири. В мае 1904 года окончил медицинский факультет Императорского Томского университета с присвоением степени лекаря.
После окончания университета работал участковым железнодорожным врачом на станции Омск и заведовал лазаретом для раненых солдат, участвовавших в русско-японской войне. За активное участие в политических стачках в октябре и ноябре 1905 года был уволен с работы приказом начальника Сибирской железной дороги.
Переехал в город Санкт-Петербург, где окончил Императорскую военно-медицинскую академию. В конце 1906 года уехал в Семиреченскую область, где служил военным врачом, но вскоре перевелся в город Омск.
В 1906 году вошёл в Омскую организацию РСДРП, вёл кружковую пропаганду.
14 (27) февраля 1907 года избран в Государственную думу II созыва от городского и оседлого сельского населения, не принадлежавшего к числу инородцев и казаков Акмолинской области. Входил в социал-демократическую фракцию. Состоял членом комиссий: библиотечной, продовольственной и о неприкосновенности личности. Вошёл в Сибирскую парламентскую группу.
Делегат с совещательным голосом V съезда РСДРП в Лондоне в 1907 году.
В 1907 году арестован в Санкт-Петербурге перед роспуском Думы и Особым присутствием Сената 1 (14) декабря 1907 года осуждён по статье 102 Уголовного уложения по делу с.-д. фракции Государственной Думы на 4 года каторги. С 1907 по 1909 год находился в Санкт-Петербургской пересыльной тюрьме и с 1910 по 1911 годах в Александровской центральной каторжной тюрьме. В 1911 году как ссыльнопоселенец водворён на поселение в село Усолье Тельминской волости Иркутского уезда Иркутской губернии. В первой половине 1910-х годов вместе с бывшими депутатами Думы Дмитрием Константиновичем Белановским и Иваном Андреевичеем Лопаткиным вёл агитацию за создание профсоюза черемховских шахтёров. Организовал вместе с ними несколько конспиративных собраний в лесу за селом Черемхово, на которых рабочим были разъяснены цели и задачи рабочего движения. 
В 1912-1916 годах работал заведующий амбулаторией по лечению туберкулеза в Иркутске, 1916—1917 годах — работал врачом в Акмолинской области.
После Февральской революции вернулся в Омск, занимался частной медицинской практикой. Поддерживал меньшевиков-интернационалистов, выдвигался кандидатом в члены Учредительного собрания.
По окончании Гражданской войны жил в Иркутске, в 1923 году был главным врачом туберкулезного диспансера в Иркутске. В 1925 году переехал в Москву, где работал в отделе охраны труда ВЦСПС. В 1930-е годы работал врачом в артели «Технохимик» в городе Москве.
7 января 1938 года беспартийный Александр Константинович Виноградов был арестован, обвинялся в «участии в контрреволюционной террористической организации». 21 апреля 1938 года Военной коллегией Верховного суда СССР приговорен к расстрелу по 58-й статье УК РСФСР. Расстрелян и похоронен в тот же день на  расстрельном полигоне «Коммунарка» Коммунарского сельсовета Ленинского района Московской области, ныне мемориальное кладбище находится в поселении Сосенское Новомосковского административного округа города Москвы.
Реабилитирован 11 мая 1957 году ВКВС СССР.

## Адреса
- 1938 — Москва, Машков переулок, д. 15/37, кв. 88[7].

## Семья
Отец — Константин Григорьевич Виноградов (1852—?), после окончания Тобольской духовной семинарии был определен псаломщиком в Курганскую Христорождественскую церковь, затем переведен священником в Батуринскую церковь Ишимского округа. Мать — Елена Терентьевна (1855—?). У Александра был брат Петр (1885–?), обучавшийся в Ишимской духовной семинарии.